# TERA (fucile)

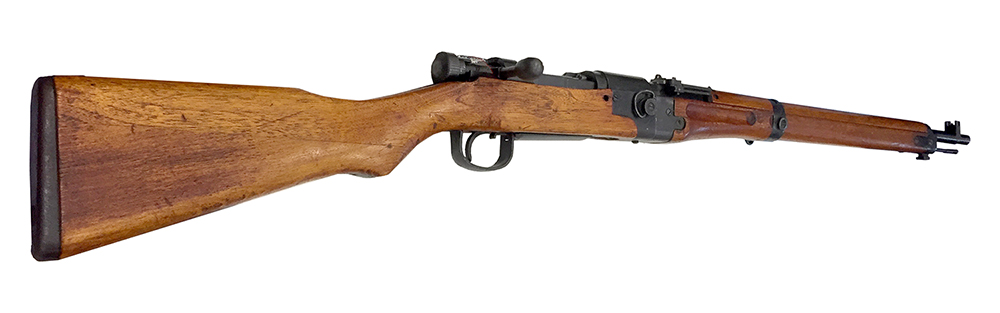
Type 2 TERA fucile

I fucili TERA (挺進落下傘小銃／挺身落下傘小銃 "Teishin Rakkasan Shyoujyu") erano speciali fucili giapponesi della famiglia Arisaka, sviluppati per le truppe paracadutiste dell'Esercito imperiale (Teishin Shudan). I diversi progetti erano accomunati dalla possibilità di essere scomposti in due parti, facilmente disassemblabili e ricomponibili. Esistevano due prototipi ed un modello di serie:
- Type 100 - basato sul tedesco Karabiner K Fallschirmjäger con canna staccabile (Abnehmbarer Lauf). Rimasto a livello di prototipo.[1].
- Type 1 basato sul Type 38 da cavalleria. Utilizzava il meccanismo del Karabiner 98k Klappschaft, pieghevole ma non separabile. Non introdotto in servizio per la scarsa affidabilità.
- Type 2 basato sul Type 99, scomponibile in due parti: calcio + azione e canna + organi di mira. Variante prodotta in serie.

## Nella cultura di massa
Il Type 2 è diventato famoso come fucile di precisione perché usato dal killer Scorpio nel film del 1971 Ispettore Callaghan: il caso Scorpio è tuo!, con Clint Eastwood.